# Monomoleculaire laag
Een monomoleculaire laag is een laag die één molecule dik is. Het begrip monomoleculair is afgeleid van het Griekse monos (één) en moleculair, hetgeen betrekking hebbend op de molecule betekent.
Monomoleculaire lagen komen onder andere voor als zeep zijn ontvettende werking uitoefent: er is een laag van één molecule dik tussen het water en het vet. Dergelijke lagen maken deel uit van micellen en zogenaamde Langmuir-monolagen.
In de elektronica, materiaalkunde en nanotechnologie wordt soms gebruikgemaakt van dit soort lagen. Grafeen is een voorbeeld van een materiaal bestaande uit een monomoleculaire laag van koolstofatomen.